# Samuel Klein
Samuel Klein (Zaklików, 15 de novembro de 1923 – São Paulo, 20 de novembro de 2014) foi um empresário polaco-brasileiro, fundador da rede de lojas de departamento brasileira Casas Bahia.

## Biografia
Nascido na Polônia, numa família judaica, era naturalizado brasileiro. Chegou ao Brasil em 1952, no período pós-guerra.

### Infância e adolescência
Era o terceiro dos nove filhos de Sucker e Sveza Klein, que viviam numa aldeia da cidade de Zaklików, Polônia. Nessa aldeia havia mais ou menos 3 mil habitantes, onde apenas uma pequena minoria eram judia e tinham como idioma o ídiche. O continente ainda sofria sequelas da Primeira Guerra Mundial e estava sob tensão e ameaças do nazismo que surgia. Seu pai usava barba mais curta, postura assumida pela minoria judaica. Tinha como profissão carpinteiro e sua vida supria-se dentro de uma rotina. Szev, sua mãe, resplandecia o sofrimento pelas dificuldades da vida. Sempre se dedicava em fazer o melhor para família. A primeira vez que Samuel frequentou uma escola, ele tinha cerca de cinco anos, era uma escola comum, os ensinamentos eram passados por rabinos. Além de tantas outras dúvidas, havia algo que o perturbava, ninguém o chamava pelo nome, era tratado apenas de judeu quando não, "judeuzinho". Muitos judeus não assumiam sua nacionalidade por medo de represálias. Aos sete anos, Samuel foi estudar numa escola que não era judaica. Logo no 1º dia, sentiu como era difícil para um judeu ser aceito na sociedade. Com apenas oito anos de idade, aprendeu e começou a trabalhar com o tio como marceneiro.

## Segunda Guerra Mundial
Quando no ano de 1939 os nazistas invadiram a Polônia, ele foi levado para Majdanek com o pai. Majdanek era o terceiro maior campo de concentração durante a Segunda Guerra Mundial,e lá ambos foram obrigados a trabalhos forçados durante sua permanência. Sua mãe e cinco irmãos seus mais jovens, foram levados para o Campo de Extermínio de Treblinka. Foi levado junto com outros prisioneiros para Auschwitz-Birkenau em 1944, após a libertação da Polônia. Caminharam 50 quilômetros a pé até o rio Vístula (maior rio da Polônia).[carece de fontes?]
Fugiu dos soldados numa tentativa ousada, no dia 22 de julho. Suas palavras:[carece de fontes?]
| “ | "Fui me escondendo e entrando no trigal cada vez mais. Não sei para onde estava indo, mas tinha a certeza de me afastar do grupo." | ” |

## Depois da Guerra

### Os Klein na Alemanha
Os irmãos Klein foram para a Alemanha que era administrada pelos norte-americanos. Conseguiram reencontrar vivo o pai. Viveram em Munique de 1946 até 1951, tendo início sua carreira como comerciante, vendendo vodka e cigarro para soldados americanos. Na Alemanha, Samuel fez de tudo para ganhar a vida vendendo produtos para as tropas aliadas. Em cinco anos, juntou algum dinheiro  e casou-se com uma jovem alemã de nome Ana, e ali tiveram seu primeiro filho. Logo, sentiram que era hora de deixar a Europa e reconstruir a vida em outro lugar.

## Chegada à América
O pai foi para Israel, junto com a outra irmã Esther. Samuel queria emigrar para os Estados Unidos, mas não conseguiu. A cota de emigração estava cheia. Decidiu ir para a América do Sul, onde tinha alguns amigos. Conseguiu visto para a desconhecida Bolívia e lá chegou com a esposa e o filho.[carece de fontes?]
Em 1952, a Bolívia vivia uma situação social muito complicada, com disputas políticas violentas e uma revolução em curso. Klein recordou-se de uma tia que vivia no Rio de Janeiro. Com a mulher e o filho, embarcou no primeiro avião de La Paz para a então capital brasileira. Em menos de dois meses conseguiu autorização para viver no Brasil.[carece de fontes?]

## De mascate a Rei do varejo

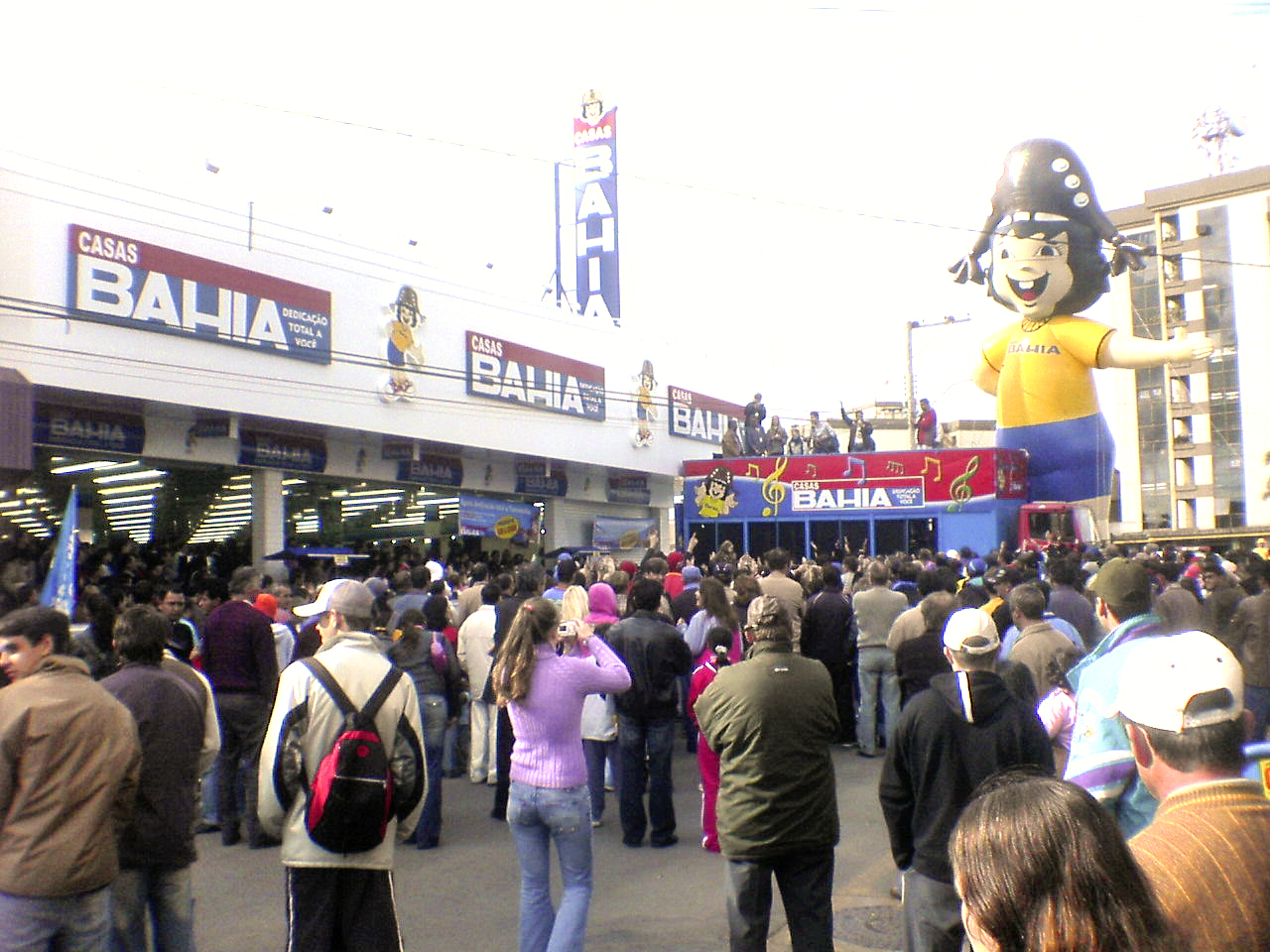
Loja da rede Casas Bahia em Farroupilha, RS

### O Comerciante
Estabeleceu-se em São Caetano do Sul, na Grande São Paulo com a família. A esposa e o primeiro filho do casal, Michael, então com um ano de idade, o acompanharam. Na bagagem, além da família, trazia o sonho de prosperar em um país onde, principalmente, se podia viver em paz. Tornou-se mascate, vendendo roupas de cama, mesa e banho de porta em porta, com uma charrete que adquiriu de um conhecido que transitava bem pelo comércio do Bom Retiro, zona central da Cidade de São Paulo, reduto dos imigrantes judeus e árabes na década de 50.[carece de fontes?]

### Casas Bahia
Em 1957, o governo de Juscelino Kubitschek autorizou as automobilísticas multinacionais a instalarem em São Paulo suas montadoras e, para isso, precisava-se de mão de obra. Como essa mão de obra veio do Norte e Nordeste do país - conhecidas pelo clima muito quente - haveria muitas dificuldades para enfrentar a terra da garoa e suas baixas temperaturas. Foi aí que Samuel enxergou um grande negócio: vender cobertores a essa população de baixa renda.[carece de fontes?]

Logo das Casas Bahia

Em cinco anos de dedicação ao trabalho, conseguiu capital para comprar uma loja e batizou-a Casas Bahia. Era a sua homenagem aos seus clientes, em sua maioria retirantes do Nordeste vindo tentar a sorte na região. Entre as suas principais concorrentes estavam as Casas Pernambucanas, presentes em São Paulo desde 1910. Klein aumentou a variedade de produtos e começou a trabalhar com móveis, colchões, entre outros itens. A clientela não demorou a frequentar a loja para pagar suas prestações e adquirir novas mercadorias. Era o início de um império que foi conquistando cada vez mais clientes e mercados. A pequena loja de Klein, transformou-se em um gigante varejista, estando na Década de 2000 com 560 lojas e sendo o maior depósito de distribuição da América Latina. Décadas depois, Samuel passou a gestão da Companhia para seus dois filhos: Michael e Saul. No entanto, continuou a dar expediente de segunda à quinta regularmente, até se aposentar em 2012.
Mesmo tendo apenas a Educação Primária, Klein sempre demonstrou extremo tino comercial, sendo um dos primeiros empresários no Brasil a acreditar e investir na oferta de produtos às camadas mais medianas e pobres do estrato social. Em entrevistas afirmou que: "Pela minha experiência, posso dizer que, quanto mais pobre uma pessoa, mais honesta ela é". Ainda quando era um mascate que vendia de porta em porta em São Caetano do Sul, Klein fornecia aos seus clientes, a possibilidade de pagar parcelado pelos pequenos produtos vendidos, o que foi o embrião do famoso "Carnê das Casas Bahia". Justificava tal confiança em oferecer crédito a pessoas de baixa renda dizendo que: "...a riqueza do pobre é o nome".
Uma de suas ações comunitárias foi o apoio à reforma da sede do Macabi, clube desportivo judaico, na Avenida Angélica. Quem conhecia o clube antes das obras e vai visitá-lo agora, fica surpreso com as novas e modernas instalações que encontra. Por essa razão, a Diretoria do Macabi decidiu dar ao edifício, totalmente reformado, o nome de Samuel Klein.[carece de fontes?]

## Morte
Samuel Klein morreu em 20 de novembro de 2014, vítima de insuficiência respiratória no Hospital Israelita Albert Einstein, em São Paulo, onde estava internado havia quinze dias. Foi velado e enterrado no Cemitério Israelita do Butantã na tarde do dia 20 de novembro de 2014.

## Acusações de crimes

### Participação no Escândalo do Banestado
O relatório final da CPI do Banestado pediu o indiciamento de Samuel Klein, e seu filho e diretor das Casas Bahia, Michael Klein, além de outras 89 acusados de envolvimento no esquema de envio de remessas ilegais de cerca de US$ 30 bilhões para o exterior e crime contra a ordem tributária.

### Estupro e exploração de meninas
Em dezembro de 2020, o site UOL teve acesso a processo judiciais que revelavam que Samuel Klein usava o caixa de lojas das Casas Bahia para o pagamento de garotas menores de idade.
Em abril de 2021, o site de jornalismo investigativo Agência Publica publicou uma matéria envolvendo os crimes sexuais de Samuel Klein, que na legislação brasileira incluem estupro de vulnerável e crime de exploração de vulnerável. As mulheres, menores de idade, descobriam que Samuel Klein recompensava mulheres com dinheiro e produtos, e o procuravam. Em alguns casos, o próprio empresário procurava as mulheres, distribuindo dinheiro em bairros populares com o intuito de aliciar as menores de idade. Os crimes aconteceram em sedes das Casas Bahia e em diversos imóveis do empresário. As vítimas, após os abusos, recebiam dinheiro e produtos das Casas Bahia. Em muitos casos, as mulheres iam até as lojas das Casas Bahia com bilhetes assinados pelo próprio Samuel Klein, causando situações vexatórias aos funcionários.
Káthia Lemos, acusada pela reportagem de ser uma das aliciadoras de mulheres menores de idade para Samuel Klein, diz que na verdade agia para despistar as mulheres de pedidos, como recompensação monetária ou produtos, ao empresário.
Um advogado ouvido pela Agência Pública afirma que fechou um acordo judicial, com pacto de confidencialidade, onde o processo judicial continha vídeos comprovando os crimes sexuais de Samuel Klein. O acordo judicial terminou em indenização monetária às vítimas e destruição das provas. Outros processos judiciais contra Samuel Klein tiveram final semelhante, com indenização das vítimas. Apenas um caso judicial segue em tramitação, esperando julgamento pelo Superior Tribunal de Justiça.
Seu filho, Saul Klein, foi acusado pelo mesmo crime do pai, tendo enganado jovens de 16 a 21 anos a serem modelos para então serem abusadas. Foi condenado a pagar R$30 milhões ao Ministério do Trabalho em 2023. 
A Via Varejo, empresa controladora das Casas Bahia, em resposta à Agência Pública, disse: "Esclarecemos que a família Klein nunca exerceu qualquer papel de controle na Via Varejo, holding constituída em 2011 para gerir as marcas Casas Bahia, Pontofrio, Extra.com.br e Bartira. [...] Repudiamos veementemente todo e qualquer tipo de assédio, práticas ilegais e atos discriminatórios em nossas dependências, incluindo nossa sede administrativa e nossas lojas."